# Монсюзен
Монсюзе́н (фр. Montsuzain) — коммуна во Франции, находится в регионе Шампань — Арденны. Департамент — Об. Входит в состав кантона Арси-сюр-Об. Округ коммуны — Труа.
Код INSEE коммуны — 10256.
Коммуна расположена приблизительно в 140 км к востоку от Парижа, в 60 км южнее Шалон-ан-Шампани, в 17 км к северу от Труа.

## Население
Население коммуны на 2008 год составляло 342 человека.
| 1962 | 1968 | 1975 | 1982 | 1990 | 1999 | 2008 |
| ---- | ---- | ---- | ---- | ---- | ---- | ---- |
| 225  | 226  | 246  | 241  | 284  | 286  | 342  |

## Администрация
| Период | Период | Фамилия        | Партия | Примечания |
| ------ | ------ | -------------- | ------ | ---------- |
| 2001   | 2008   | Жан-Мари Дюпон |        |            |
| 2008   |        | Ги Делетр      |        |            |

## Экономика

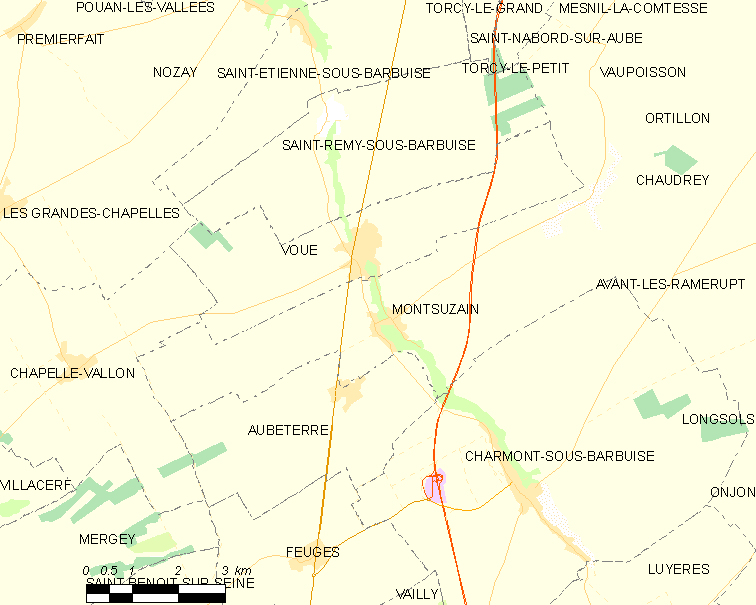
Карта коммуны

В 2007 году среди 216 человек в трудоспособном возрасте (15—64 лет) 170 были экономически активными, 46 — неактивными (показатель активности — 78,7 %, в 1999 году было 74,3 %). Из 170 активных работали 158 человек (90 мужчин и 68 женщин), безработных было 12 (6 мужчин и 6 женщин). Среди 46 неактивных 13 человек были учениками или студентами, 16 — пенсионерами, 17 были неактивными по другим причинам.